# Монастырь Святого Креста (Омодос)

Монастырь Святого Креста (греч. Μοναστήρι του Τιμίου Σταυρού) — заброшенный монастырь Лимассольской митрополии Кипрской православной церкви, расположенный в посёлке Омодос в Республике Кипр. Объект культурного и исторического наследия Кипра.
Храм был построен в 210 году н.э., а монастырь основан в 301 году святой царицей Еленой, матерью византийского императора Константина Великого. После разрушения — восстанавливался. До сих является очень популярным местом посещения туристов и паломников. Указанный монастырь превратился в действующую приходскую церковь спустя несколько лет после 1917 года.

## История
По легендe жители соседних сел заметили огонь в кустах (Неопалимую Купину), и на рассвете они замечали на том месте огонь несколько раз подряд. В раскопанном там месте местные жители обнаружили пещеру и нашли крест (хранится в монастыре среди других реликвий). Над пещерой построили церковь. На этом месте. впоследствии, построили монастырь (до 327 года времени посещения императрицей Еленой). Вокруг монастыря, со временем, образовалось большое поселение людей. В течение следующих лет церковь была расширена и преобразована в монастырь со многими монахами, которые были по происхождению не только с Кипра, но и из-за границы Кипра.
По личной инициативе святой Елены в дар монастырю попали и хранятся реликвии: 
- Частицы Животворящего Креста на котором был распят Иисус Христос (инкрустированные в драгоценный крест для богослужения)[1][2][3];
- Части веревок «Агиос Канавос» («Святая верёвка из пеньки») или «Агио Скинии» («Святая верёвка»), которой был привязан к Креста Иисус Христос после пробития гвоздями, чтобы вес собственного тела не послужил падению с креста, впоследствии разрыва мягких тканей тела от металлических гвоздей (инкрустированные в драгоценный крест для богослужения, является единственной такой сохраненной реликвией в мире)[1][2];
- Мощи святого апостола Филиппа (голова инкрустирована в ценную раку, с личной печатью императора Феодосия Великого и императора Ираклия). Череп святого апостола Филиппа потом держали в Константинополе до 31 июля 1204 года. После нападения франков (Четвертый крестовый поход) указаные мощи были перевезены в поселок Арсиноя (греч. Ἀρσινόη) рядом с городом Пафос. После похищения ценной раки от мощей в 1735—1770 гг., для большей безопасности, при помощи епископа Пафского Панарета, череп апостола был перенесен в нынешнюю церковь Святого Креста поселка Омодос (до 1788)[2];
- Частицы мощей святителя Николая Чудотворца, великомученицы Варвары, великомученицы Марины, священномученика Харлампия, великомученика и целителя Пантелеймона, святого мученика Трифона[3];
- мощи 26 святых (см. их список на иллюстрации английском), камень с Голгофы и др.

После многих чудес Креста, среди верующих христиан росла популярность этого монастыря, он стал одним из основных мест паломничества. После крестовых походов в 1192—1571 гг. православные монахи были изгнаны из монастыря и с 1471 года монастырь находился во владении Римо-католического ордена бенедиктинцев.
В 1426 году монастырь был разграблен мусульманами во время одного из египетских нашествий. Летом 1570 года Кипр оккупировали турки-оттоманы. Завоеватели разорили эту обитель Святого Креста, а большинство монахов и мирян, которые укрывались в монастыре, приняли от них мученическую смерть или были пленены ими.
Во время господства Османской империи монастырь не прекращал своей жизни: киприотам удалось получить от турецкой оккупационной власти разрешение на выкуп захваченных монастырей. Около 1700 года монастырь получил привилегии от османского султана Мустафы. В 1757 году монастырь был оснащён водяной цистерной и фонтаном трудами монаха Германа (расположены на юго-западном краю монастыря). Монастырь имел недвижимость в Стамбуле и Российской империи. В 1817 году монастырем был получен позолоченный иконостас для церкви, в дар от Российской империи с иконами в русском стиле (с надписью на славянском языке).
В 1820-х годах монастырь был перестроен епископом Пафоским Хрисанфом. Залы и коридоры монастыря были украшены резьбой по дереву в стиле рококо. Образцы ксилографии здесь являются крупнейшими из сохранившихся на Кипре.
Этот монастырь помогал тайной патриотической греческой организации «Филики Этерия», возникшей в России и поддержавшей Греческую революцию 1821 года. Сохранилось колокол, подаренный игуменом Досифеем в  1812 году, который первым звонил на Кипре в годы турецкой оккупации, как помощь монастыря землячеству для Великой греческой революции 1821 года. За помощь восставшим христианское духовенство и миряне этого храма были обезглавлены турками 10 июля 1821 в городе Никосии вместе с митрополитами Пафоским Хрисанфом, Китийским Мелетием и Киренийским Лаврентием и архиепископом Новой Юстинианы и всего Кипра Киприаном.
В 1850 году церковь была отремонтирована, приняв свой нынешний вид; росписи помогали делать художники из Российской империи. Британское колониальное правление Кипром в 1878—1960 годах принесло очередные испытания прихожанам этого монастыря. В 1917 году имущество монастыря было разделено жителями поселка Омодос. Несколько лет спустя монастырь покинули последние монахи, и монастырь был реформирован в местный приход. Последние росписи храма и монастыря делал греческий иконописец Отон Явопулос.

## Галерея

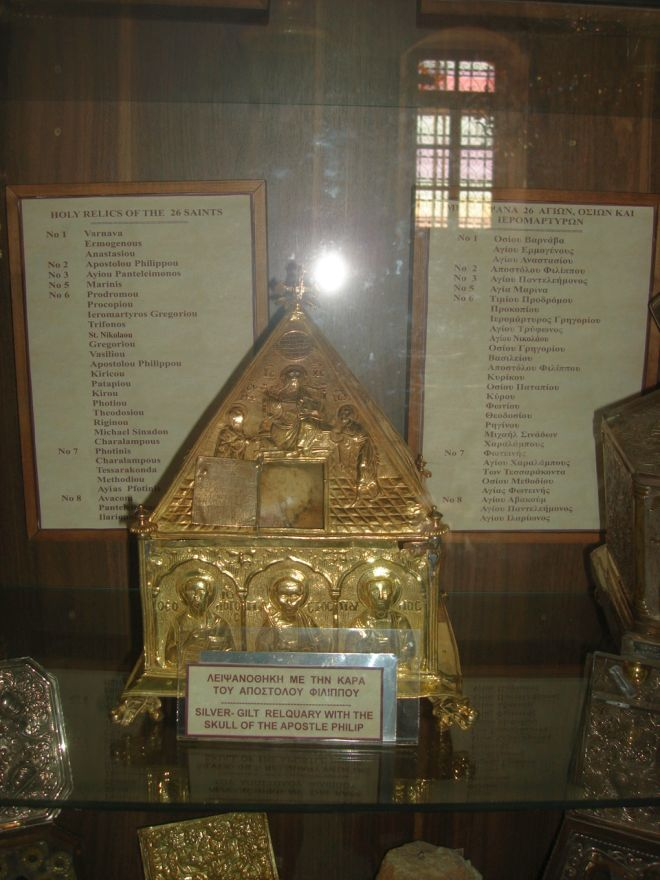
Председатель (мощи) святого апостола Филиппа в селе Омодос на Кипре (в серебряном ларце с позолотой, надпись на греческом и английском, со списком 26 мощей святых), слева в церкви
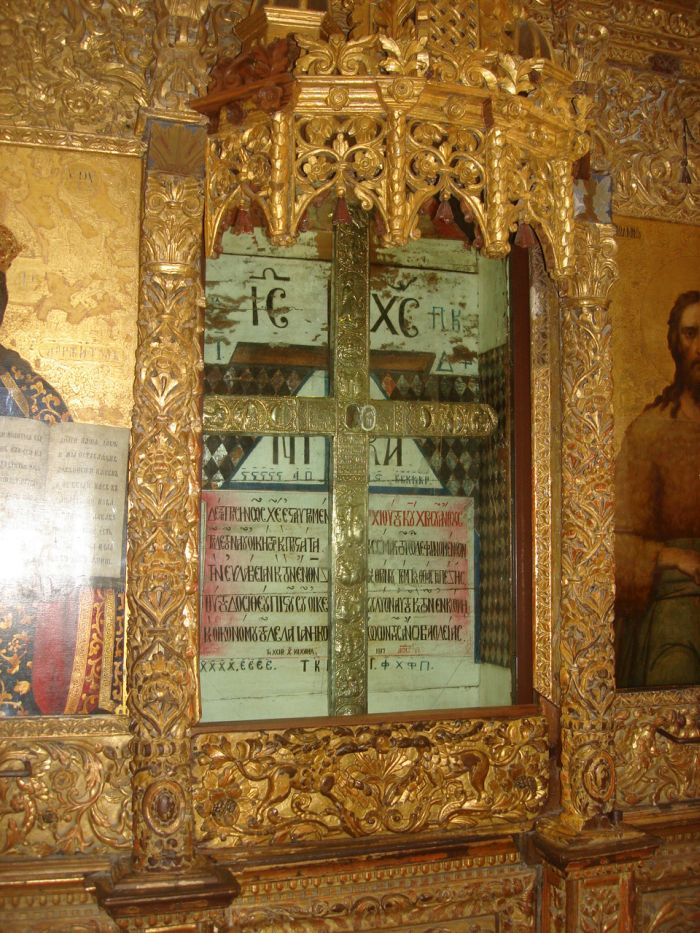
Крест с веревками в распятие (иконостас церкви Святого Креста, село Омодос на Кипре)
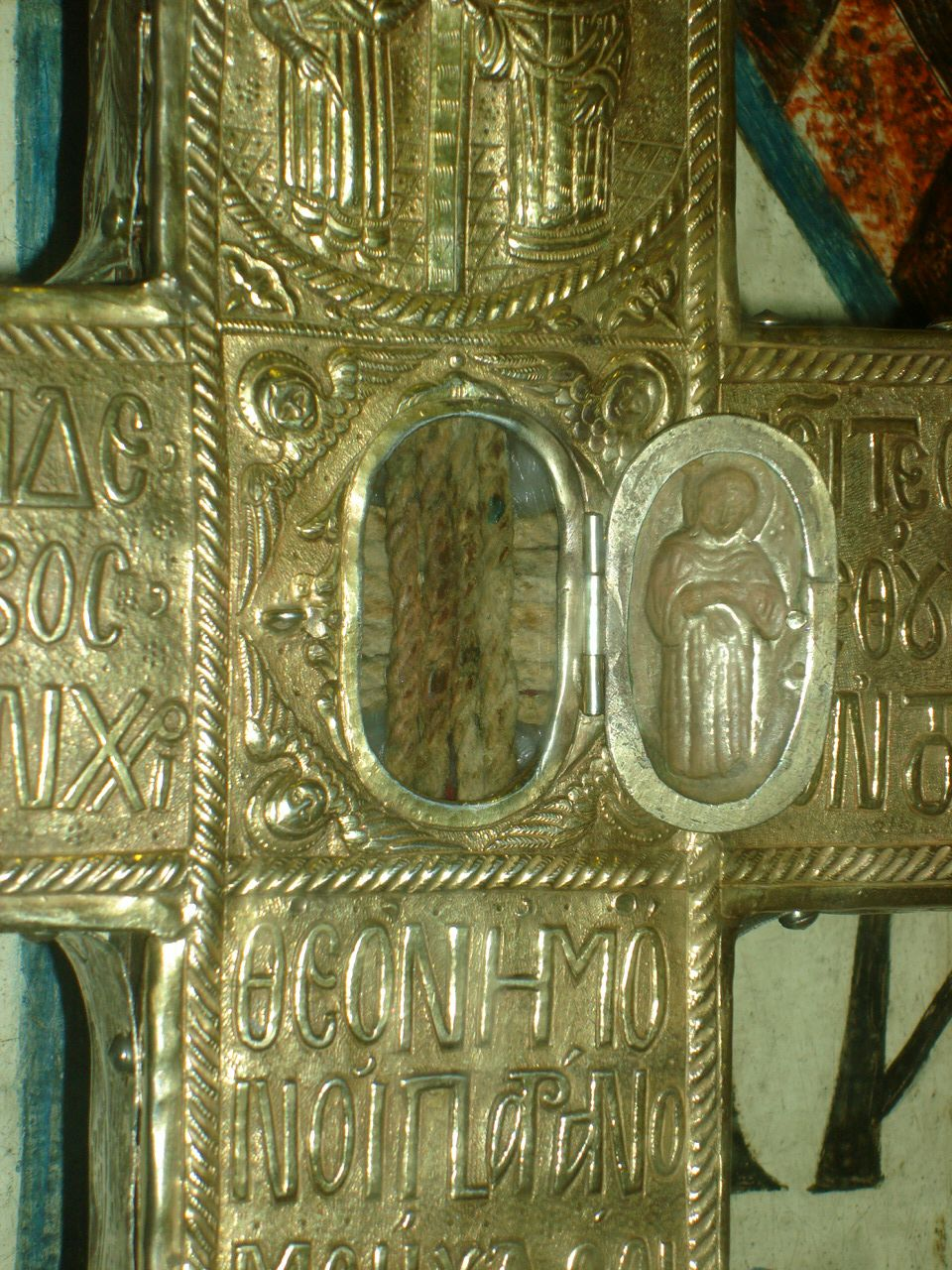
Реликвия — верёвки с распятие в центре креста (иконостас церкви Святого Креста, село Омодос на Кипре)
Храмовая икона Воздвижения Честного Животворящего Креста (справа после входа в храм)
Мемориальная доска монастыря, справа от входа (210 год основания)